# Tschermakiet
Het mineraal tschermakiet is een calcium-magnesium-aluminium-ijzer-silicaat met de chemische formule Ca2Mg3Al3Fe3+Si6O22 (OH)2. Het inosilicaat behoort tot de amfibolen.

## Eigenschappen
Het doorschijnend tot subopaak (donker)groen tot zwarte tschermakiet heeft een glasglans, een groenwitte streepkleur en de splijting van het mineraal is perfect volgens het kristalvlak [110]. Het kristalstelsel is monoklien. Tschermakiet heeft een gemiddelde dichtheid van 3,24, de hardheid is 5 tot 6 en het mineraal is niet radioactief. De dubbelbreking is 0,0180.

## Naamgeving
Het mineraal tschermakiet is genoemd naar de Oostenrijkse mineraloog Gustav Tschermak von Sessenegg (1836 – 1927).

## Voorkomen
Tschermakiet is een mineraal dat wordt gevormd in hooggradig metamorf gesteente. De typelocatie is gelegen in Bamle, Noorwegen. Het wordt verder onder andere gevonden op Elba in Italië.